# Salle d'embarquement

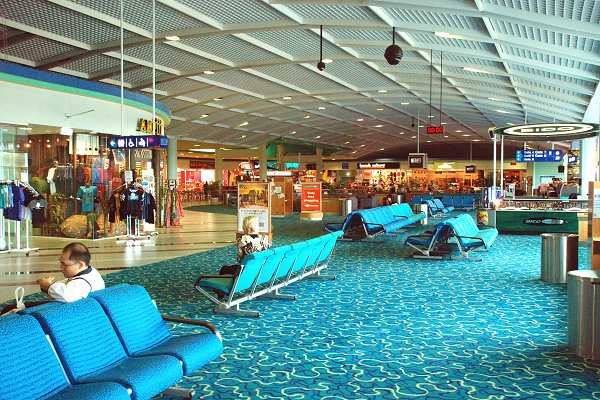
Salle d'embarquement à l'aéroport international de Cairns, en Australie.

Une salle d'embarquement est une pièce située dans une aérogare ou une gare maritime dans laquelle des passagers attendent avant de pouvoir monter à bord d'un avion ou d'un navire.
Cet espace est généralement équipé de fauteuils permettant aux usagers de patienter dans un certain confort. Il comprend également des boutiques,services,restauration et de divertissement comme des aires de jeux ou des jeux vidéo.